# Гринберг, Лейзер
Лейзер (Элиэйзер) Гри́нберг (идиш אליעזר גרינבערג‎; англ. Eliezer Greenberg; 13 декабря 1896, Липканы, Хотинский уезд, Бессарабская губерния — 2 июня 1977, Нью-Йорк) — еврейский поэт и литературный критик. Писал на идише.

## Творческая биография
Лейзер Гринберг родился в бессарабском еврейском местечке Липканы в семье торговца мукой и пшеницей Хоскл Гринберга. До 17 лет жил в Липканах; учился у местных педагогов Ицика Школьника и Элиэйзэра Штейнбарга. Последний стал его поэтическим наставником. Однако публиковаться Гринберг начал только в Америке, куда приехал в 1913 году. Жил в Бостоне и Броктоне (штат Массачусетс).
После обучения в Мичиганском университете в Энн-Арборе работал учителем в еврейских школах в Нью-Йорке (с 1927 года). Здесь, начиная с конца 1920-х годов, один за другим выходят многочисленные поэтические сборники: «Гасн Ун Эвенюс» (Улицы и авеню, 1928), «Фун Умэтум» (Отовсюду, 1934), «Фишер-Дорф» (Рыбацкая деревушка, 1938), «Ди Ланге Нахт» (Долгая ночь, 1946), «Банахтикер Диалог» (Ночной диалог, 1953), «Эйбикер Доршт» (Вечная жажда, 1968), а также литературоведческие работы и литературная критика: «Мойше-Лэйб haлперн Ин Рам Фун Зайн Дор» (Мойше-Лейб Гальперн в обрамлении своего поколения, 1942), «Централэ Мотивн Ун Грунт-Проблемэн Ин hэй Лейвикс Шафн» (Центральные мотивы и основные проблемы в творчестве Г. Лейвика, 1961), «Янкев Глатштейнс Фрэйд Фун Идишн Ворт» (Радость идишского слова Янкева Глатштейна, 1964) и другие. В 1930-е годы сотрудничал с нью-йоркским журналом пролетарской литературы и критики «Сигнал» (1933—1936), редактировал журнал «Гецелтн» (Шатры, 1945), вместе с Э. Шульманом основал издательство литературы на идише, составил и отредактировал том избранных произведений поэта Мойше-Лейба Гальперна (1934). С 1951 по 1954 год был вице-председателем международного идишского пен-клуба.

## Сотрудничество с Ирвингом Хау
В 1952 году в сотрудничестве с Ирвингом Хоу (настоящая фамилия Горенштейн, 1920—1993) начал проект издания произведений еврейской литературы в английских переводах. Стараясь привлечь известных англоязычных литераторов к работе над произведениями ранее не переводившихся на английский язык авторов, Гринберг пригласил в свою нью-йоркскую квартиру на 19-й улице манхэттэнского ист-сайда писателя Сола Беллоу. Поскольку Беллоу, при свободном владении разговорным идишем не умел читать на этом языке, Гринберг читал ему вслух рассказ «Гимпл-Там» (Гимпель-дурень) писателя Ицхока Башевиса-Зингера, который Беллоу на ходу печатал в английском переводе. Этот первый перевод Башевиса-Зингера на английский язык приобрёл широкую известность и таким образом, с лёгкой подачи Гринберга и Беллоу, запустил англоязычную карьеру писателя, увенчавшуюся в 1978 году Нобелевской премией по литературе. Сам сборник, «A Treasury of Yiddish Stories» (Сокровищница рассказов на идише), вышедший в 1954 году, также в скором времени обрёл известность и с тех пор многократно переиздавался, а в 1985 году был переведён на итальянский язык.
В том же 1954 году дуэт Гринберг — Хау выпустил аналогичный сборник еврейской поэзии в английских переводах («A Treasury of Yiddish Verse»), обретший схожую судьбу и впоследствии вышедший в престижной серии классической литературы Penguin Classics. Успех этих двух книг, фактически в первый раз ознакомивших англоязычную публику с еврейской литературой, упрочил сотрудничество Гринберга и Хау, которые в последующие два десятилетия подготовили построенные по тому же принципу сборники «Voices From The Yiddish» (Голоса из Идиша: эссе, мемуары, дневники; первое издание в 1972 году), «Ashes Out of Hope» (Пепел из надежды: художественные произведения советских еврейских писателей; первое издание — 1977) и избранные произведения классика еврейской литературы И. Л. Переца (1975). Все они переиздавались по многу раз, как в Соединённых Штатах, так и в Великобритании, и ввели в литературный обиход англоязычных стран ряд блистательных имён современной еврейской литературы, в том числе и творившейся по ту сторону железного занавеса (писателей Бергельсона, Маркиша, Гофштейна и других).

## Книги Л. Гринберга

### На идише
- גאַסן און אַװעניוס (гасн ун авенюс, стихотворения), Бидерманс Бух-Гешефт: Нью-Йорк, 1928.
- פֿון אומעטום (фун умэтум — отовсюду, стихотворения), Бидерманс Бух-Гешефт: Нью-Йорк, 1934.
- פֿישער-דאָרף (фишер-дорф — рыбацкая деревушка, стихотворения),
- משה-לײב האַלפּערן אין ראַם פֿון זײַן דור (Мойше-Лэйб haлпэрн ин рам фун зайн дор — Мойше-Лейб Галперн в обрамлении своего поколения), М. Л. Галперн Арбэтэр-Ринг Брэнч: Нью-Йорк, 1942.
- די לאַנגע נאַכט (ди ланге нахт — долгая ночь, стихотворения), Липконэр Бесарабэр Society: Нью-Йорк, 1946.
- בײַנאַכטיקער דיִאַלאָג (банахтикер диалог — ночной диалог, стихотворения с иллюстрациями Ильи Шора), Гецелтн: Нью-Йорк, 1953.
- צענטראַלע מאָטיװן און גרונט-פּראָבלעמען אין ה. לײװיקס שאַפֿן (централэ мотивн ун грунт-проблемэн ин hэй Лейвикс шафн — центральные мотивы и базовые проблемы в творчестве Х. Лейвика), Бихер-Фарлаг: Нью-Йорк, 1961.
- יעקבֿ גלאַטשטײנס פֿרײד פֿון ייִדישן װאָרט (Янкев Глатштэйнс фрэйд фун идишн ворт — радость еврейского слова Янкев Глатштейна), hoйпт-Фаркойф ЦИКО: Нью-Йорк, 1964.
- אײביקע דאָרשט (эйбике доршт — неизбывная жажда, стихотворения), ЦИКО: Нью-Йорк, 1968.

### На других языках
- Irving Howe & Eliezer Greenberg, A Treasury of Yiddish Stories (сокровищница рассказов на идише), Viking Press: Нью-Йорк, 1954.

в последующих изданиях также: Yiddish Stories, Old and New (рассказы на идише, старые и новые), Holiday House: Нью-Йорк, Viking Penguin Classics — 1969, 1974, 1976, 1987, 1990.
- Irving Howe & Eliezer Greenberg, A Treasury of Yiddish Verse (сокровищница еврейской поэзии), Viking Adult: Нью-Йорк, 1954 (также Henry Holt & Co: Нью-Йорк, 1969, 1976 и др.).
- Irving Howe & Eliezer Greenberg, Voices From The Yiddish (голоса из идиша: эссе, мемуары и дневники), University of Michigan Press: Ann Arbor, 1972; также Schocken Books: Нью-Йорк, 1975.
- Irving Howe & Eliezer Greenberg, Favorite Yiddish Stories (любимые рассказы на идише), Wings Books: Нью-Йорк, 1976, 1992.
- Howe & Greenberg’s I.L. Peretz: Selected Works (И. Л. Перец, избранные произведения), Paul Elek: Лондон, 1975.
- Irving Howe & Eliezer Greenberg, Ashes Out of Hope: Fiction by Soviet Yiddish Writers (пепел из надежды: художественные произведения советских еврейских писателей), Schocken Books: Нью-Йорк, 1977 и 1987.
- Il meglio dei racconti yidish: scelta, posfazione e note bibliografiche a cura di Irving Howe e Eliezer Greenberg (итальянское издание сокровищницы рассказов на идише). A. Mondadori: Милан, 1985.